# Anilios splendidus
Espèce
Synonymes
- Ramphotyphlops splendidus Aplin, 1998
- Austrotyphlops splendidus (Aplin, 1998)

Anilios splendidus est une espèce de serpents de la famille des Typhlopidae. 

## Répartition
Cette espèce est endémique du North West Cape en Australie-Occidentale en Australie.

## Description
L'holotype d'Anilios splendidus, une femelle adulte, mesure 509 mm dont 11 mm pour la queue. Cette espèce présente une coloration gris terne sur sa face dorsale et blanche sur sa face ventrale.

## Étymologie
Son nom d'espèce vient du latin splendidus, « magnifique ».

## Publication originale
- Aplin, 1998 : Three new blindsnakes (Squamata: Typhlopidae) from northwestern Australia. Records of the Western Australian Museum, vol. 19, no 1, p. 1-12 (texte intégral).